# Лиутолд II фон Плайн
Лиутолд II фон Плайн (на немски: Liutold II, Graf von Plain;† 19 юли или 25 юли пр. 1103) е граф на Плайн в района на Залцбург.

## Произход
Той е син на Вилхелм III фон Плайн († 1010) и първата му съпруга Хема, племенница на кралица Кунигунда.

## Фамилия
Лиутолд II фон Плайн се жени за Вилибирг и има децата:
- Луитбурга фон Плайн († сл. 15 ноември 1065), омъжена 1045/1050 г. за Маркварт IV († 1076), херцог на Каринтия
- Лиутолд III († 9 август)
- Вилхелм VI, фогт на Балдвин, архиепископът на Залцбург (1042 – 1060).